# Wahlkreis North Ayrshire and Arran
| North Ayrshire and Arran |
| ------------------------ |
| North Ayrshire and Arran |
| Gebildet                 |
| 2005                     |
| Abgeordneter             |
| Patricia Gibson (SNP)    |
| Regionen                 |
| North Ayrshire           |

North Ayrshire and Arran ist ein Wahlkreis für das Britische Unterhaus. Er wurde im Zuge der Wahlkreisreform 2005 neu gebildet und nahm wesentliche Teile des aufgelösten Wahlkreises Cunninghame North auf. Er umfasst die nördlichen Gebiete der Council Area North Ayrshire mit den Städten Stevenston, Ardrossan und Beith sowie die Inseln Arran und Great Cumbrae. Der Wahlkreis entsendet einen Abgeordneten.

## Wahlergebnisse

### Unterhauswahlen 2005
| Ergebnisse der Unterhauswahlen 2005 | Ergebnisse der Unterhauswahlen 2005 | Ergebnisse der Unterhauswahlen 2005 | Ergebnisse der Unterhauswahlen 2005 |
| Partei                              | Kandidat                            | Stimmen                             | %                                   |
| ----------------------------------- | ----------------------------------- | ----------------------------------- | ----------------------------------- |
| Labour                              | Katy Clark                          | 19.417                              | 43,9                                |
| Conservative                        | Stewart Connell                     | 8121                                | 18,4                                |
| SNP                                 | Tony Gurney                         | 7938                                | 18,0                                |
| Liberal Democrats                   | George White                        | 7264                                | 16,4                                |
| Socialist                           | Colin Turbett                       | 780                                 | 1,8                                 |
| UKIP                                | John Pursley                        | 392                                 | 0,9                                 |
| Socialist Labour                    | Louise McDaid                       | 303                                 | 0,7                                 |

### Unterhauswahlen 2010
| Ergebnisse der Unterhauswahlen 2010 | Ergebnisse der Unterhauswahlen 2010 | Ergebnisse der Unterhauswahlen 2010 | Ergebnisse der Unterhauswahlen 2010 | Ergebnisse der Unterhauswahlen 2010 |
| Partei                              | Kandidat                            | Stimmen                             | %                                   | ±                                   |
| ----------------------------------- | ----------------------------------- | ----------------------------------- | ----------------------------------- | ----------------------------------- |
| Labour                              | Katy Clark                          | 21.860                              | 47,4                                | +3,5                                |
| SNP                                 | Patricia Gibson                     | 11.965                              | 26,0                                | +8,0                                |
| Conservative                        | Philip Lardner                      | 7212                                | 15,6                                | −2,8                                |
| Liberal Democrats                   | Gillian Cole-Hamilton               | 4360                                | 10,0                                | −6,4                                |
| Socialist Labour                    | Louise McDaid                       | 449                                 | 1,0                                 | +0,3                                |

### Unterhauswahlen 2015
| Ergebnisse der Unterhauswahlen 2015 | Ergebnisse der Unterhauswahlen 2015 | Ergebnisse der Unterhauswahlen 2015 | Ergebnisse der Unterhauswahlen 2015 | Ergebnisse der Unterhauswahlen 2015 |
| Partei                              | Kandidat                            | Stimmen                             | %                                   | ±                                   |
| ----------------------------------- | ----------------------------------- | ----------------------------------- | ----------------------------------- | ----------------------------------- |
| SNP                                 | Patricia Gibson                     | 28.641                              | 53,2                                | +27,2                               |
| Labour                              | Katy Clark                          | 15.068                              | 28,0                                | −19,4                               |
| Conservative                        | Jamie Greene                        | 7968                                | 14,8                                | −0,8                                |
| UKIP                                | Sharon McGonigal                    | 1296                                | 2,4                                 | +2,4                                |
| Liberal Democrats                   | Ruby Kirkwood                       | 896                                 | 1,7                                 | −8,3                                |

### Unterhauswahlen 2017
| Ergebnisse der Unterhauswahlen 2017 | Ergebnisse der Unterhauswahlen 2017 | Ergebnisse der Unterhauswahlen 2017 | Ergebnisse der Unterhauswahlen 2017 | Ergebnisse der Unterhauswahlen 2017 |
| Partei                              | Kandidat                            | Stimmen                             | %                                   | ±                                   |
| ----------------------------------- | ----------------------------------- | ----------------------------------- | ----------------------------------- | ----------------------------------- |
| SNP                                 | Patricia Gibson                     | 18.451                              | 38,9                                | −14,3                               |
| Conservative                        | David Rocks                         | 14.818                              | 31,2                                | +16,4                               |
| Labour                              | Chris Rimicans                      | 13.040                              | 27,5                                | −0,5                                |
| Liberal Democrats                   | Mark Dickson                        | 1124                                | 2,4                                 | +0,7                                |

### Unterhauswahlen 2019
| Ergebnisse der Unterhauswahlen 2019 | Ergebnisse der Unterhauswahlen 2019 | Ergebnisse der Unterhauswahlen 2019 | Ergebnisse der Unterhauswahlen 2019 | Ergebnisse der Unterhauswahlen 2019 |
| Partei                              | Kandidat                            | Stimmen                             | %                                   | ±                                   |
| ----------------------------------- | ----------------------------------- | ----------------------------------- | ----------------------------------- | ----------------------------------- |
| SNP                                 | Patricia Gibson                     | 23.376                              | 48,5                                | +9,6                                |
| Conservative                        | David Rocks                         | 14.855                              | 30,8                                | −0,4                                |
| Labour                              | Cameron Gilmore                     | 6702                                | 13,9                                | −13,6                               |
| Liberal Democrats                   | Louise Young                        | 2107                                | 4,4                                 | +2,0                                |
| Green                               | David Nairn                         | 1114                                | 2,3                                 | +2,3                                |